# Troy (Indiana)
Troy es un pueblo ubicado en el condado de Perry en el estado estadounidense de Indiana. En el Censo de 2010 tenía una población de 385 habitantes y una densidad poblacional de 467,45 personas por km².

## Geografía
Troy se encuentra ubicado en las coordenadas 37°59′46″N 86°48′2″O / 37.99611, -86.80056. Según la Oficina del Censo de los Estados Unidos, Troy tiene una superficie total de 0.82 km², de la cual 0.82 km² corresponden a tierra firme y (0%) 0 km² es agua.

## Demografía
Según el censo de 2010, había 385 personas residiendo en Troy. La densidad de población era de 467,45 hab./km². De los 385 habitantes, Troy estaba compuesto por el 98.44% blancos, el 0% eran afroamericanos, el 0% eran amerindios, el 0% eran asiáticos, el 0% eran isleños del Pacífico, el 0% eran de otras razas y el 1.56% pertenecían a dos o más razas. Del total de la población el 1.3% eran hispanos o latinos de cualquier raza.